# أنتوني ستايسي
أنتوني ستايسي (بالإنجليزية: Anthony Stacey)‏ مواليد 25 مارس 1977، هو مدرب كرة سلة أمريكي ولاعب معتزل. بدأ مسيرته الاحترافية في سنة 2000. يبلغ طوله 6 قدم 4 بوصة (1.9 م). اعتزل اللعب في 2009.

## المسيرة الاحترافية
لعب مع إنكا في موسم 2000–2001، ثم لعب مع باسكت مانريسا في الدوري الإسباني في موسم 2001–2002، ثم لعب مع سي بي مورسيا في موسم 2002–2003، ثم لعب مع أليكانتي في سنة 2003، ثم لعب مع سي بي مورسيا في الدوري الإسباني في موسم 2006–2007، ثم لعب مع كانتابريا في موسم 2007–2008، ثم لعب مع إنكا في موسم 2008–2009.

## روابط خارجية
- أنتوني ستايسي على موقع الدوري الإسباني لكرة السلة (الإسبانية)
- أنتوني ستايسي على موقع كرة السلة الأوروبية.كوم (الإنجليزية)
- أنتوني ستايسي على موقع كلية كرة السلة في سبورتس رفرنس.كوم (الإنجليزية)
- أنتوني ستايسي على موقع ريلجم (الإنجليزية)
- أنتوني ستايسي على موقع بروبوليرز (الإنجليزية)
- أنتوني ستايسي على موقع سبورتس رفرنس (الإنجليزية)